# چه بهشت عجیبی
چه بهشت عجیبی (به انگلیسی: What Strange Paradise) یک رمان نوشته رمان‌نویس کانادایی-مصری، عمر العقاد، است که در ۲۰۲۱ توسط انتشارات پنگوئن رندوم هاوس منتشر شده.

## جوایز و افتخارات
- ۲۰۲۱ برنده جایزه گیلر[۵]